# S/S Melanie
S/S Melanie var ett svenskt lastångfartyg i stål, hon var 77,93 meter lång och 10,61 meter bred. Hon byggdes år 1883 och var ursprungligen brittiskägd, men blev svenskägd år 1897. Själva skrovet var av järn medan däcken var av trä. S/S Melanie gick på grund och sjönk när hon var på väg till Stockholm i januari 1907. S/S Melanie ligger sydost om Biskopsön och sydväst om Inre Bådarna på mellan 28 och 37 meters djup. Hon upptäcktes av en sportdykare år 1958. Vid förlisningen var hon lastad med 3000 ton stenkol.